# Paraxenylla oceanica
Paraxenylla oceanica är en urinsektsart som först beskrevs av Riozo Yosii 1960.  Paraxenylla oceanica ingår i släktet Paraxenylla och familjen Hypogastruridae. Inga underarter finns listade i Catalogue of Life.